# Fidan Aliti
Fidan Aliti (ur. 3 października 1993 w Preševie) – kosowski piłkarz albańskiego pochodzenia grający na pozycji lewego obrońcy. Od 2020 jest zawodnikiem klubu FC Zürich.

## Kariera klubowa
Swoją karierę piłkarską Aliti rozpoczął w klubie BSC Old Boys z Bazylei. W latach 2010–2013 grał w nim na poziomie trzeciej ligi. Latem 2013 podpisał kontrakt z ekstraklasowym FC Luzern. Początkowo grał w rezerwach tego klubu, ale w drugiej połowie sezonu 2013/2014 awansował do kadry pierwszego zespołu. W nim zadebiutował 8 lutego 2014 w przegranym 1:2 wyjazdowym meczu z FC Thun. Zawodnikiem Luzern był do końca sezonu 2014/2015.
Następnie odszedł do mołdawskiego Sheriffa Tyraspol, z którym w sezonie 2015/2016 zdobył mistrzostwo Mołdawii. W sierpniu 2016 przeszedł do chorwackiego Slavena Belupo, a po roku przeniósł się do albańskiego klubu Skënderbeu Korcza. W sezonie 2017/2018 zdobył z nim mistrzostwo Albanii oraz Puchar Albanii.
W lutym 2019 podpisał kontrakt ze szwedzkim zespołem Kalmar FF. W Allsvenskan zadebiutował 31 marca 2019 w przegranym 0:2 meczu z IK Sirius. W październiku 2020 przeniósł się do FC Zürich.
| Sezon   | Klub              | Kraj       | Rozgrywki                                        | Mecze | Bramki |
| ------- | ----------------- | ---------- | ------------------------------------------------ | ----- | ------ |
| 2010/11 | BSC Old Boys      | Szwajcaria | 1. Liga (2010–2012) Promotion League (2012–2013) | 7     | 0      |
| 2011/12 | BSC Old Boys      | Szwajcaria | 1. Liga (2010–2012) Promotion League (2012–2013) | 21    | 0      |
| 2012/13 | BSC Old Boys      | Szwajcaria | 1. Liga (2010–2012) Promotion League (2012–2013) | 27    | 2      |
| 2013/14 | FC Luzern II      | Szwajcaria | 1. Liga                                          | 12    | 2      |
| 2013/14 | FC Luzern         | Szwajcaria | Super League                                     | 8     | 0      |
| 2014/15 | FC Luzern         | Szwajcaria | Super League                                     | 10    | 0      |
| 2015/16 | Sheriff Tyraspol  | Mołdawia   | Divizia Națională                                | 9     | 0      |
| 2016/17 | Sheriff Tyraspol  | Mołdawia   | Divizia Națională                                | 1     | 0      |
| 2016/17 | NK Slaven Belupo  | Chorwacja  | Prva HNL                                         | 22    | 0      |
| 2017/18 | Skënderbeu Korcza | Albania    | Kategoria Superiore                              | 30    | 1      |
| 2018/19 | Skënderbeu Korcza | Albania    | Kategoria Superiore                              | 19    | 0      |
| 2019    | Kalmar FF         | Szwecja    | Allsvenskan                                      | 27    | 2      |

## Kariera reprezentacyjna
W reprezentacji Albanii Aliti zadebiutował 31 maja 2014 w przegranym 0:1 towarzyskim meczu z Rumunią, rozegranym w Yverdon-les-Bains. W 79. minucie tego meczu zmienił Ansiego Agollego. Dla Albanii zagrał jeszcze w towarzyskim spotkaniu przeciwko San Marino (3:0), rozegranym 8 czerwca 2014.
11 czerwca 2017 w przegranym 1:4 meczu el. do MŚ 2018 z Turcją, zadebiutował w reprezentacji Kosowa. W jej barwach Aliti wystąpił we wszystkich meczach Ligi Narodów 2018, a także eliminacji do ME 2020.